# Eremochelis saltoni
Eremochelis saltoni är en spindeldjursart som beskrevs av Muma 1989. Eremochelis saltoni ingår i släktet Eremochelis och familjen Eremobatidae. Inga underarter finns listade i Catalogue of Life.